# Relações entre Dinamarca e Estados Unidos
As relações Dinamarca-Estados Unidos são as relações diplomáticas estabelecidas entre a República da Dinamarca e os Estados Unidos. A Dinamarca possui uma embaixada em Washington D.C, enquanto os Estados Unidos possuem uma embaixada em Copenhaga. Dinamarca tem um escritório comercial em Atlanta, na Geórgia e um consulado geral em Nova Iorque. Ambos países são membros da OTAN.
Segundo o Relatório de Liderança Global de 2012, o 46% dos dinamarqueses aprova a "liderança de EUA", 23% demonstraram desaprovação e 31% demonstravam incerteza.

## História
As relações diplomáticas remontam-se a 1783, quando Dinamarca assinou um tratado comercial com os Estados Unidos. Em 1792, Dinamarca reconheceu a independência dos Estados Unidos. Em 1801, estabeleceram-se relações diplomáticas e abriu uma embaixada estadunidense na Dinamarca. As relações diplomáticas nunca têm experimentado uma interrupção, desde 1801.
Em 1916, Dinamarca vendeu suas Índias Ocidentais Dinamarquesas aos Estados Unidos, e ambos países assinaram o Tratado das Índias Ocidentais Dinamarquesas. O acordo foi encerrado em 17 de janeiro de 1917, quando Estados Unidos e Dinamarca trocaram suas respectivas ratificações de tratados. Em 31 de março de 1917, os Estados Unidos tomaram posse das ilhas e o território passou a se chamar Ilhas Virgens Americanas. Durante a Segunda Guerra Mundial, em abril de 1941, os Estados Unidos estabeleceram um protetorado provisório na Gronelândia.

## Relações políticas

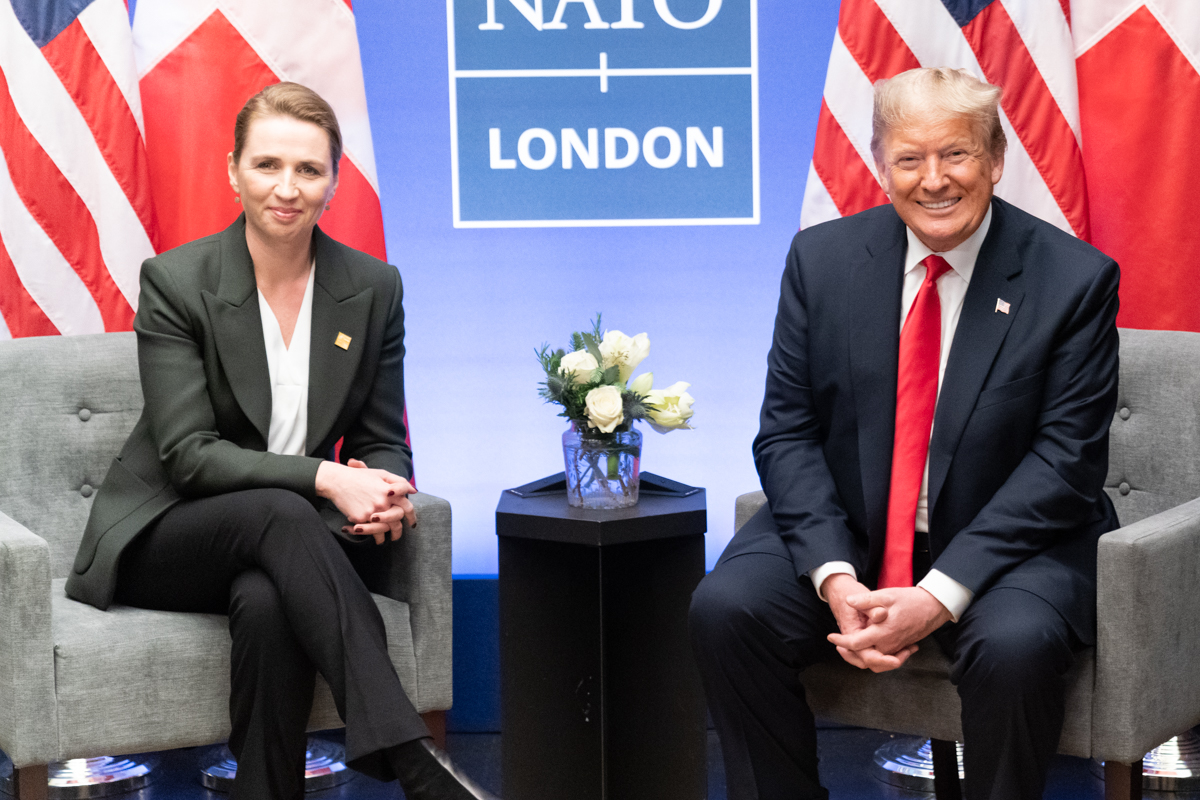
Primeira-ministra do Reino Unido Mette Frederiksen e o presidente Donald Trump na reunião de cúpula da OTAN em 2019.

A Dinamarca é uma aliada próxima da OTAN, e as relações são descritas como "excelentes". Dinamarca é ativa em Afeganistão e Kosovo, bem como um líder na região báltica. O ex primeiro-ministro da Dinamarca, Anders Fogh Rasmussen, reafirmou que Dinamarca permaneceria comprometida com o Iraque inclusive quando seus níveis de tropas diminuam. O país foi o único da Escandinávia a aprovar a invasão do Iraque em 2003, e Dinamarca e os Estados Unidos consultam de perto sobre assuntos políticos e de segurança europeus. A Dinamarca compartilha as opiniões dos Estados Unidos a respeito do projeto de expansão da OTAN. Dinamarca é um sócio ativo da coalizão na Guerra ao Terror, e as tropas dinamarquesas estão a apoiar os esforços de estabilização liderados pelos Estados Unidos no Afeganistão e no Iraque.

## Comércio
A ativa política comercial liberal de Dinamarca na União Européia, Organização para a Cooperação e o Desenvolvimento Económico, e Organização Mundial do Comércio coincide em grande parte com os interesses dos Estados Unidos. O país representa o maior sócio comercial não europeu de Dinamarca com aproximadamente o 5% do comércio dinamarquês de mercadorias. O papel de Dinamarca nos assuntos ambientais e agrícolas europeus e sua localização estratégica na entrada ao Mar Báltico têm feito de Copenhaga um centro para as agências de EE. UU. E o setor privado que se ocupa dos Nórdicos/Região báltica.

## Gronelândia
Após a Segunda Guerra Mundial, os Estados Unidos desenvolveram um interesse geopolítico no território autônomo da Gronelândia, e em 1946, os Estados Unidos ofereceram-se para comprar a Gronelândia da Dinamarca por $ 100.000.000, porém a Dinamarca rejeitou a proposta.
A Base aérea de Thule, da Força Aérea dos Estados Unidos e o radar de alerta temporã em Thule, um território de governo autónomo dinamarquês, servem como um enlace vital nas defesas ocidentais. Em agosto de 2004, o governo dinamarquês e a Autoridade Nacional de Gronelândia deram sua permissão para que o radar de alerta temporã se atualizesse em relação com um papel no sistema de defesa antimísseis dos Estados Unidos. Ao mesmo tempo, assinaram acordos para melhorar a cooperação económica, técnica e ambiental entre os Estados Unidos e a Gronelândia.

### Acidente do B-52 da Base Aérea de Thule em 1968
O acidente da Base Aérea de Thule de 1968 foi um acidente que envolveu a Força Aérea dos Estados Unidos B-52. O avião transportava quatro bombas de hidrogênio na "Operação Chrome Dome" na Guerra Fria sobre a Baía de Baffin quando um incêndio na cabine obrigou à tripulação a abandonar a aeronave dantes de que pudessem levar a cabo uma aterragem de emergência em Base aérea de Thule. Seis membros da tripulação foram expulsados de maneira segura, mas um que não tinha um assento ejetor faleceu enquanto tentava escapar. A bomba colidiu com o gelo marinho na Baía de North Star, causando o vazamento da carga nuclear, o que resultou em contaminação radioativa no local. Ambos os países lançaram uma operação intensiva de limpeza e recuperação, mas o secundário de uma das armas nucleares não se pôde contabilizar após que se completasse a operação.

### Compra da Gronelândia

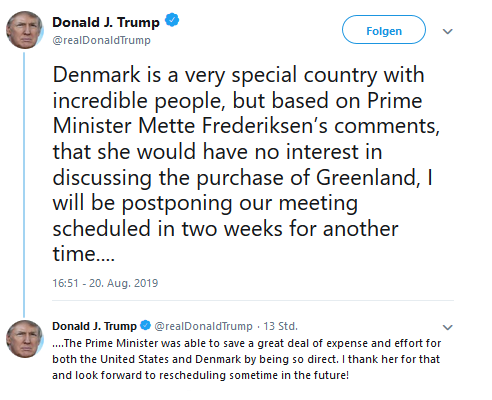
Tweet de Donald Trump anunciando o adiamento de sua primeira visita à Dinamarca como presidente

Em 2019, o presidente Donald Trump trouxe em pauta a ideia de comprar a Gronelândia com conselheiros sêniores. Numerosos políticos groenlandeses e dinamarqueses, incluindo o primeiro-ministro da Gronelândia e o primeiro-ministro da Dinamarca, rejeitaram a ideia, alegando que a ilha não está à venda. Alguns dias depois, Trump adiou abruptamente uma visita de Estado planeada à Dinamarca poucos dias antes, ressaltando a sua relutância em discutir a sua proposta de comprar a Gronelândia.
No final de 2024, Trump escreveu no Truth Social que os Estados Unidos têm uma necessidade absoluta de possuir e controlar a Gronelândia, citando razões de “segurança nacional” e “liberdade em todo o mundo”. As declarações de Trump foram rejeitadas pelo governo dinamarquês e 85% da população groenlandesa inquiridos opõem-se à medida. O ex-chefe de gabinete do Departamento de Segurança Interna dos Estados Unidos (DHS), Miles Taylor, também indicou que Donald Trump poderia considerar trocar Porto Rico pela Groenlândia durante sua presidência.

## Visitas de Estado

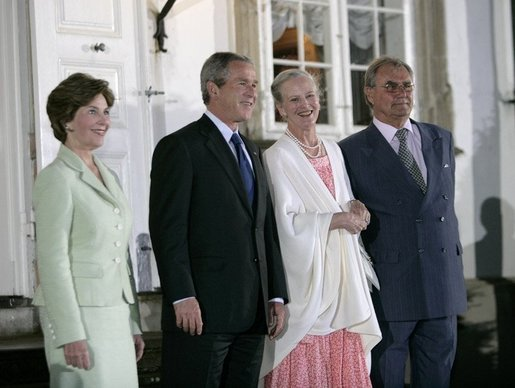
A rainha Margarida II e o Príncipe Henrique da Dinamarca dão as boas-vindas a George W. Bush e Laura Bush.

Em 1967, Margarida II da Dinamarca e o Príncipe Henrique de Laborde visitaram os Estados Unidos.
O 42° presidente dos Estados Unidos, Bill Clinton, visitou Dinamarca em 1997, e novamente em 2007. O presidente George W. Bush realizou uma visita oficial à Dinamarca com o primeiro-ministro Anders Fogh Rasmussen em Camp David em junho de 2006.
O presidente Barack Obama e a primeira dama Michelle Obama viajaram a Dinamarca para apoiar a candidatura de Chicago para os Jogos Olímpicos de 2016 em outubro de 2009, e em dezembro de 2009, Obama visitou o pai´s novamente para a Conferência das Nações Unidas sobre a Mudança Climática de 2009.
O 9 de março de 2011, o presidente Barack Obama marcou uma reunião com o primeiro-ministro da Dinamarca Lars Løkke Rasmussen na Casa Branca, onde debateram assuntos relacionados a contraterrorismo, a Primavera Árabe e questões ambientais.
O 30 de março de 2017, Lars Løkke visitou o presidente Donald Trump nos Estados Unidos. Os pontos de discussão foram o estado das relações bilaterais, bem como o antiterrorismo, as oportunidades económicas e aOTAN.